# 加藤嘉一 (TBS)
加藤 嘉一（かとう よしかず、1956年（昭和31年）5月28日 - ）は、日本のテレビプロデューサー、実業家。東京放送ホールディングス（TBSHD）取締役、TBSテレビ取締役、TBSラジオ&コミュニケーションズ（現・TBSラジオ）社長・会長、TBSテックス社長・会長を務めた。

## 来歴・人物
早稲田大学卒業後、1979年（昭和54年）にTBS入社。以来多くの番組に携わる。中でも『オールスター感謝祭』の初代プロデューサーとして陣頭指揮を行い、春秋の人気期首特番へと導いた。
その後制作現場から離れ、テレビコンテンツ事業局長等の管理職を経て、2009年（平成21年）6月に会長に退いた余田光隆の後を受けてTBSラジオ&コミュニケーションズ（現・TBSラジオ）第3代代表取締役社長に就任し、12年4月1日にTBSラジオ&コミュニケーションズ取締役会長とTBSテレビ取締役にそれぞれ就任した。
2016年（平成28年）3月31日付でTBSテレビ取締役を、同年6月29日付でTBSHD取締役をそれぞれ退任した。同年4月1日からTBSテックス顧問に就任し、6月より同社の代表取締役社長、後に会長へ退いた。

## 担当番組

### プロデューサー
バラエティー
- 青春!島田学校 - オールスター感謝祭（クイズ!当たって25%）の司会の紳助のパートナーを探していたところ、この番組で当時若手で売り出し中だった島崎和歌子と出会い、司会に起用した。
- クイズ!当たって25%
- クイズまるごと大集合
- オールスター感謝祭
- ムーブ
  - 島田弁護協会
  - テレビ進学塾
- ねる様の踏み絵
- とんねるずのカバチ
- 流行歌'97
- 山田邦子のしあわせにしてよ

他
ドラマ
- 月曜ドラマスペシャル
  - 自主退学
  - 代議士秘書の犯罪
  - 不連続爆破事件
- 渡る世間は鬼ばかり夢のスペシャル新年会

### ディレクター
- 8時だョ!全員集合
- クイズ100人に聞きました
- ぴったし カン・カン
- うたばん
- クイズ悪魔のささやき

他

## 関連人物
- 高橋一晃 - 加藤の部下で、TBSテレビ制作局PD。恋するハニカミ!、ウンナンの気分は上々、オールスター感謝祭等を担当。